# Asystolie
Asystolie is het ontbreken van elektrische activiteit van het hart. Hierbij staat het hart ook altijd stil. Als er nog wel sprake is van atriale (vanuit de boezems) activiteit (p-toppen), noemen we dit een primaire asystolie. Als er geen atriale (boezems) en ventriculaire (kamers) activiteit meer plaatsvindt, noemen we dit een secundaire asystolie.
Een asystolie laat een rechte streep (flatliner) zien op een elektrocardiogram of bewakingsmonitor. Het gevolg is een circulatiestilstand.

## Behandeling
Het is van belang om direct te beginnen met hartmassage en beademing (30 compressies per 2 beademingen). Ook moet er direct 1mg adrenaline worden toegediend (herhalen elke 3 à 5 minuten), later eventueel atropine. Ondertussen moet worden geprobeerd de onderliggende oorzaak te vinden en te verhelpen.
Bij een asystolie heeft defibrillatie geen zin, wel kan men best na 2 minuten een nieuwe ritmecheck uitvoeren. Reanimatie terwijl de onderliggende oorzaak verholpen wordt, is de aangewezen behandeling. 
Als eerste moeten een extreme bradycardie en fijnmazig ventrikelfibrilleren worden uitgesloten.

## Trivia
- In speelfilms waarbij een reanimatie in beeld wordt gebracht is vaak een asystolie op de monitor te zien, terwijl er dan wel gedefibrileerd wordt (bv in de film Flatliners). Dit is dus medisch onjuist.
- Bij een loszittende ecg-elektrode komt ook een streep in beeld.